# 太陽系の元素組成
太陽系の元素組成（たいようけいのげんそそせい）は、ケイ素原子を基準として太陽系の構成元素の量を原子比（モル比）で表したものである。
宇宙の元素組成の代表として記述されることもあるが、より精度の高い元素組成の観測が可能であるのが、太陽系における数値である。また、太陽系の質量の大部分（約99.86%）は太陽が占めるため、ほぼ太陽の元素組成ともいえる。放射性同位体の壊変、あるいは太陽中心部の核融合による元素変換のため、組成は不変ではない。

## 観測
太陽系の元素組成は、太陽の光球の表面の原子スペクトル、太陽風の分析、あるいは太陽系創生当時の固体物質の組成を比較的保持していると考えられているCIコンドライト隕石の化学分析に基づいて算出されている。

## 元素組成
以下の表はケイ素原子数を1と置いた場合の規格化された数値。文献によりケイ素原子数を106と置いた数値を示したものもある。
各元素の質量比は、
- 水素 = 70.683 ± 2.5%
- ヘリウム = 27.431 ± 6%
- リチウム-ウラン = 1.886 ± 8.5%

ケイ素の質量比 = 0.0698891%として原子量を用いて各元素の質量比を算出することも可能である。
- S1 — 太陽の元素組成（Kaye & Laby による数値）[2]
- Y1 — 太陽系の元素組成（Kaye & Laby による数値）[2]
- Y2 — 太陽系の元素組成および数値の不確かさ (%)（Ahrens による数値）[3],

|                          | S1             | Y1        | Y2                 |
| ------------------------ | -------------- | --------- | ------------------ |
| 1 H 水素                 | 2.8×104        | 2.8×104*  | 2.79×104           |
| 2 He ヘリウム            | 2.7×103        | 2.7×103*  | 2.72×103           |
| 3 Li リチウム            | 4×10−7         | 5.7×10−5  | 5.71×10−5 (9.2%)   |
| 4 Be ベリリウム          | 4×10−7         | 7×10−7    | 7.3×10−7 (9.5%)    |
| 5 B ホウ素               | 1.1×10−5       | 2.1×10−5  | 2.12×10−5 (10%)    |
| 6 C 炭素                 | 1.0×101        | 1.0×101*  | 1.01×101           |
| 7 N 窒素                 | 3.1×100        | 3.1×100*  | 3.13×100           |
| 8 O 酸素                 | 2.4×101        | 2.4×101*  | 2.38×101 (10%)     |
| 9 F フッ素               | about 1×10−3   | 8.5×10−4  | 8.43×10−4 (15%)    |
| 10 Ne ネオン             | 3×100          | 3×100*    | 3.44×100 (14%)     |
| 11 Na ナトリウム         | 6.0×10−2       | 5.7×10−2  | 5.74×10−2 (7.1%)   |
| 12 Mg マグネシウム       | 1.0×100        | 1.1×100   | 1.074×100 (3.8%)   |
| 13 Al アルミニウム       | 8.3×10−2       | 8.5×10−2  | 8.49×10−2 (3.6%)   |
| 14 Si ケイ素             | 1.0×100        | 1.0×100   | 1.00×100 (4.4%)    |
| 15 P リン                | 8×10−3         | 1.0×10−2  | 1.04×10−2 (10%)    |
| 16 S 硫黄                | 4.5×10−1       | 5.2×10−1  | 5.15×10−1 (13%)    |
| 17 Cl 塩素               | about 9×10−3   | 5.2×10−3  | 5.240×10−3 (15%)   |
| 18 Ar アルゴン           | 1.0×10−1*      | 1.0×10−1* | 1.01×10−1 (6%)     |
| 19 K カリウム            | 3.7×10−3       | 3.8×10−3  | 3.770×10−3 (7.7%)  |
| 20 Ca カルシウム         | 6.4×10−2       | 6.1×10−2  | 6.11×10−2 (7.1%)   |
| 21 Sc スカンジウム       | 3.5×10−5       | 3.4×10−5  | 3.42×10−5 (8.6%)   |
| 22 Ti チタン             | 2.7×10−3       | 2.4×10−3  | 2.400×10−3 (5.0%)  |
| 23 V バナジウム          | 2.8×10−4       | 2.9×10−4  | 2.93×10−4 (5.1%)   |
| 24 Cr クロム             | 1.3×10−2       | 1.3×10−2  | 1.35×10−2 (7.6%)   |
| 25 Mn マンガン           | 6.9×10−3       | 9.5×10−3  | 9.550×10−3 (9.6%)  |
| 26 Fe 鉄                 | 9.0×10−1       | 9.0×10−1  | 9.00×10−1 (2.7%)   |
| 27 Co コバルト           | 2.3×10−3       | 2.3×10−3  | 2.250×10−3 (6.6%)  |
| 28 Ni ニッケル           | 5.0×10−2       | 5.0×10−2  | 4.93×10−2 (5.1%)   |
| 29 Cu 銅                 | 4.5×10−4       | 5.2×10−4  | 5.22×10−4 (11%)    |
| 30 Zn 亜鉛               | 1.1×10−3       | 1.3×10−3  | 1.260×10−3 (4.4%)  |
| 31 Ga ガリウム           | 2.1×10−5       | 3.8×10−5  | 3.78×10−5 (6.9%)   |
| 32 Ge ゲルマニウム       | 7.2×10−5       | 1.2×10−4  | 1.19×10−4 (9.6%)   |
| 33 As ヒ素               |                | 6.6×10−6  | 6.56×10−6 (12%)    |
| 34 Se セレン             |                | 6.3×10−5  | 6.21×10−5 (6.4%)   |
| 35 Br 臭素               |                | 1.2×10−5  | 1.18×10−5 (19%)    |
| 36 Kr クリプトン         |                | 4.8×10−5  | 4.5×10−5 (18%)     |
| 37 Rb ルビジウム         | 1.1×10−5       | 7.0×10−6  | 7.09×10−6 (6.6%)   |
| 38 Sr ストロンチウム     | 2.2×10−5       | 2.4×10−5  | 2.35×10−5 (8.1%)   |
| 39 Y イットリウム        | 4.9×10−6       | 4.6×10−6  | 4.64×10−6 (6.0%)   |
| 40 Zr ジルコニウム       | 1.12×10−5      | 1.14×10−5 | 1.14×10−5 (6.4%)   |
| 41 Nb ニオブ             | 7×10−7         | 7.0×10−7  | 6.98×10−7 (1.4%)   |
| 42 Mo モリブデン         | 2.3×10−6       | 2.6×10−6  | 2.55×10−6 (5.5%)   |
| 43 Tc テクネチウム       |                |           |                    |
| 44 Ru ルテニウム         | 1.9×10−6       | 1.9×10−6  | 1.86×10−6 (5.4%)   |
| 45 Rh ロジウム           | 4×10−7         | 3.4×10−7  | 3.44×10−7 (8%)     |
| 46 Pd パラジウム         | 1.4×10−6       | 1.4×10−6  | 1.39×10−6 (6.6%)   |
| 47 Ag 銀                 | about 2×10−7   | 4.9×10−7  | 4.86×10−7 (2.9%)   |
| 48 Cd カドミウム         | 2.0×10−6       | 1.6×10−6  | 1.61×10−6 (6.5%)   |
| 49 In インジウム         | about 1.3×10−6 | 1.9×10−7  | 1.84×10−7 (6.4%)   |
| 50 Sn スズ               | about 3×10−6   | 3.9×10−6  | 3.82×10−6 (9.4%)   |
| 51 Sb アンチモン         | about 3×10−7   | 3.1×10−7  | 3.09×10−7 (18%)    |
| 52 Te テルル             |                | 4.9×10−6  | 4.81×10−6 (10%)    |
| 53 I ヨウ素              |                | 9×10−7    | 9.0×10−7 (21%)     |
| 54 Xe キセノン           |                | 4.8×10−6  | 4.7×10−6 (20%)     |
| 55 Cs セシウム           |                | 3.7×10−7  | 3.72×10−7 (5.6%)   |
| 56 Ba バリウム           | 3.8×10−6       | 4.5×10−6  | 4.49×10−6 (6.3%)   |
| 57 La ランタン           | 5×10−7         | 4.4×10−7  | 4.460×10−7 (2.0%)  |
| 58 Ce セリウム           | 1.0×10−6       | 1.1×10−6  | 1.136×10−6 (1.7%)  |
| 59 Pr プラセオジム       | 1.4×10−7       | 1.7×10−7  | 1.669×10−7 (2.4%)  |
| 60 Nd ネオジム           | 9×10−7         | 8.3×10−7  | 8.279×10−7 (1.3%)  |
| 61 Pm プロメチウム       |                |           |                    |
| 62 Sm サマリウム         | 3×10−7         | 2.6×10−7  | 2.582×10−7 (1.3%)  |
| 63 Eu ユウロピウム       | 9×10−8         | 9.7×10−8  | 9.73×10−8 (1.6%)   |
| 64 Gd ガドリニウム       | 3.7×10−7       | 3.3×10−7  | 3.300×10−7 (1.4%)  |
| 65 Tb テルビウム         | about 2×10−8   | 6.0×10−8  | 6.03×10−8 (2.2%)   |
| 66 Dy ジスプロシウム     | 3.5×10−7       | 4.0×10−7  | 3.942×10−7 (1.4%)  |
| 67 Ho ホルミウム         | about 5×10−8   | 8.9×10−8  | 8.89×10−8 (2.4%)   |
| 68 Er エルビウム         | 2.4×10−7       | 2.5×10−7  | 2.508×10−7 (1.3%)  |
| 69 Tm ツリウム           | about 3×10−8   | 3.8×10−8  | 3.78×10−8 (2.3%)   |
| 70 Yb イッテルビウム     | 3.4×10−7       | 2.5×10−7  | 2.479×10−7 (1.6%)  |
| 71 Lu ルテチウム         | about 1.5×10−7 | 3.7×10−8  | 3.67×10−8 (1.3%)   |
| 72 Hf ハフニウム         | 2.1×10−7       | 1.5×10−7  | 1.54×10−7 [(1.9%)] |
| 73 Ta タンタル           |                | 3.8×10−8  | 2.07×10−8 (1.8%)   |
| 74 W タングステン        | about 3.6×10−7 | 1.3×10−7  | 1.33×10−7 (5.1%)   |
| 75 Re レニウム           |                | 5×10−8    | 5.17×10−8 (9.4%)   |
| 76 Os オスミウム         | 8×10−7         | 6.7×10−7  | 6.75×10−7 (6.3%)   |
| 77 Ir イリジウム         | 6×10−7         | 6.6×10−7  | 6.61×10−7 (6.1%)   |
| 78 Pt 白金               | about 1.8×10−6 | 1.34×10−6 | 1.34×10−6 (7.4%)   |
| 79 Au 金                 | about 3×10−7   | 1.9×10−7  | 1.87×10−7 (15%)    |
| 80 Hg 水銀               |                | 3.4×10−7  | 3.4×10−7 (12%)     |
| 81 Tl タリウム           | about 2×10−7   | 1.9×10−7  | 1.84×10−7 (9.4%)   |
| 82 Pb 鉛                 | 2.0×10−6       | 3.1×10−6  | 3.15×10−6 (7.8%)   |
| 83 Bi ビスマス           |                | 1.4×10−7  | 1.44×10−7 (8.2%)   |
| 84 Po ポロニウム         |                |           |                    |
| 85 At アスタチン         |                |           |                    |
| 86 Rn ラドン             |                |           |                    |
| 87 Fr フランシウム       |                |           |                    |
| 88 Ra ラジウム           |                |           |                    |
| 89 Ac アクチニウム       |                |           |                    |
| 90 Th トリウム           | 5×10−8         | 4.5×10−8  | 3.35×10−8 (5.7%)   |
| 91 Pa プロトアクチニウム |                |           |                    |
| 92 U ウラン              |                | 1.8×10−8  | 9.0×10−9 (8.4%)    |

## 原子核の安定性と存在度

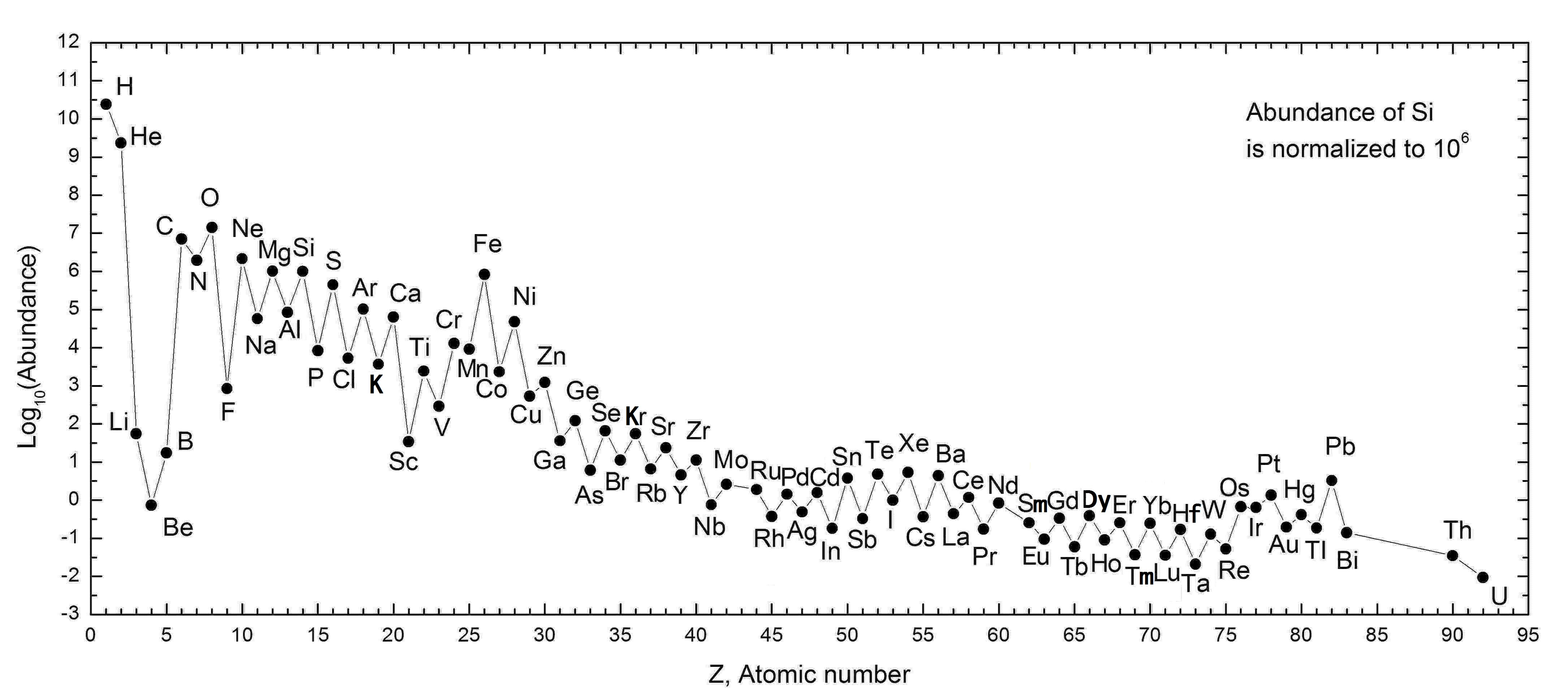
存在度（対数目盛）, log_{10}(Abundance of Si) = 6.0

原子番号が30番以下の元素の存在度は、概ね原子番号の増加に伴い、指数関数的な減少を見せる。但し、3番のリチウムから5番のホウ素は著しく少なくなっている。
原子番号が偶数の元素は、一般的に前後の奇数の元素より多量に存在する。これは、Oddo=Harkinsの法則と呼ばれ、原子核の安定性による。他の元素を引き離して多量に存在する元素は、水素、ヘリウム、炭素、窒素、酸素、ネオン、マグネシウム、ケイ素、硫黄および鉄の10元素であるが、水素およびヘリウムは特に多い。これは、元素合成の過程が大いに影響し、核融合反応や、トリプルアルファ反応、アルファ粒子過程で4の倍数の質量数を持つ原子核が多量に生成され、核子1個当たりの結合エネルギーによる質量欠損が最も大きい鉄56あたりで止まるためである。
半減期が概ね108年オーダーより短い放射性同位体は、地球および太陽系の年代である46億年の間に殆どが崩壊して失われるため、存在しない。安定同位体の存在しないテクネチウムやプロメチウムは、痕跡量しか存在しない。また、原子番号84番のポロニウムから89番のアクチニウムまでおよび91番のプロトアクチニウムは、半減期の短い同位体しか存在しないが、ウランやトリウムの放射性壊変系列において定常的に生成するために、極微量が存在する。

## 地球の元素組成との関係
希ガスなど気体でかつ化学結合を形成し難い元素、および、水素や窒素など単体および化合物の揮発性が高い元素は、地球型惑星では惑星形成の凝縮モデルにおいて、創生時に殆んど集積されず、太陽系の元素組成に対し著しい欠損が見られる。
地殻、マントルおよび核といった地球の内部構造、密度、剛性および圧力などは、地球内部を伝播する地震波の解析により推定されている。地球を造るのは、主にマグネシウム、ケイ素、鉄およびこれらと結合している酸素である。従って、地球の質量の約67%を占めるマントルはケイ酸マグネシウムを主成分とする橄欖石 (Mg,Fe)2SiO4や輝石 (Mg,Fe)2Si2O6 およびそれらの高圧相が主であることが推定され、石質隕石を構成する鉱物もこれらである。
地球の質量の32.4%を占める核は、ニッケルを含む鉄を主とすることが推定され、鉄隕石や石鉄隕石の金属部分に近いものと推定される。しかし、高圧実験の結果より、地震波から推定される地球の核の密度を常圧に換算したものは、鉄よりも若干小さいことが判明している。これは、核に10%程度の軽元素を含むことを示唆し、軽元素としてかつて単体ケイ素が考えられたが、核と接触するマントルに含まれるケイ酸鉄と化学平衡が成立しないとして否定されている。隕石はしばしばトロイライトと呼ばれる硫化鉄を含むため、硫黄の可能性も高いとされ、酸素や水素をも含むとする説もある。
地殻には主に長石を構成する元素が濃縮し、核を構成すると推定される親鉄元素やマントルを構成すると推定される橄欖石を構成する元素の欠損が見られる。このため、地殻では存在度の低い元素である白金族元素や金などは地球では核にその殆どが濃縮されているものと推定され、太陽系の元素組成ではそれほど少ないわけではない。例えば、金ではCIコンドライト中の平均含有率は地殻の約50倍、イリジウムは5,000倍近くになる。核における金含有率は約1ppmに達すると推定されている。
一方、イオン半径や原子価が橄欖石の成分であるマグネシウムイオンとは異なるためマントルから排除される元素としてウランやトリウム、また長石の成分であるカリウムとイオン半径が近いバリウムはカリウムと共に地殻に濃縮される。
CIコンドライトや鉄隕石の元素組成を基に地球のマントルや核の平均的化学組成が推定されている。ここで、地球の質量の27.1%を鉄隕石、5.3%をトロイライト、合計32.4%を核に相当すると仮定し、マントルおよび地殻はケイ酸塩として地球の元素組成のモデルを示したのが以下の表である。
| 元素 | 金属/% | 硫化鉄/% | ケイ酸塩/% | 合計/% |
| ---- | ------ | -------- | ---------- | ------ |
| Fe   | 24.58  | 3.37     | 6.68       | 34.63  |
| Ni   | 2.39   |          |            | 2.39   |
| Co   | 0.13   |          |            | 0.13   |
| S    |        | 1.93     |            | 1.93   |
| O    |        |          | 29.53      | 29.53  |
| Si   |        |          | 15.20      | 15.20  |
| Mg   |        |          | 12.70      | 12.70  |
| Ca   |        |          | 1.13       | 1.13   |
| Al   |        |          | 1.09       | 1.09   |
| Na   |        |          | 0.57       | 0.57   |
| Cr   |        |          | 0.26       | 0.26   |
| Mn   |        |          | 0.22       | 0.22   |
| P    |        |          | 0.10       | 0.10   |
| K    |        |          | 0.07       | 0.07   |
| Ti   |        |          | 0.05       | 0.05   |
| 合計 | 27.10  | 5.30     | 67.60      | 100.00 |

地球の化学組成および太陽系の起源を探る上で、CIコンドライト隕石の分析は重要な位置を占めてきた。しかしながら、地球に落下する隕石は大気による加熱変成を受け変質している。日本の打ち上げた探査機「はやぶさ」のミッションは、加熱変成を受けていない小惑星のサンプルを直接採取し地球へ持ち帰るという意義をもつ。

## 同位体比
地球型惑星では岩石質ゆえ、カリウム40のβ+崩壊によるアルゴン40、ウランやトリウムなどのα崩壊により生じたヘリウム4が蓄積している。このため、地球上におけるヘリウムやアルゴンと、太陽系全体のヘリウムやアルゴンの同位体比との間には相違が見られる。太陽系全体では構成元素は水素やヘリウムを主成分とし、岩石を構成する元素の比率が圧倒的に小さいためである。その他の希ガス元素でも多少の変動が見られる。
これらの元素の地球上および太陽系における同位体比は以下のようになる。
| 元素     | 同位体 | 太陽系の同位体比 | 地球上の同位体比 |
| -------- | ------ | ---------------- | ---------------- |
| ヘリウム | 3He    | 0.0142%          | 0.000137%        |
| ヘリウム | 4He    | 99.9858%         | 99.999863%       |
| アルゴン | 36Ar   | 84.2%            | 0.3365%          |
| アルゴン | 38Ar   | 15.8%            | 0.0632%          |
| アルゴン | 40Ar   | 0.026%           | 99.6003%         |